# 高橋優太 (俳優)
高橋 優太（たかはし ゆうた、1984年5月31日 - ）は、日本の俳優。東京都出身。血液型はO型。身長180cm、体重63kg。
メリーゴーランド所属。愛称はバッシー。

## 略歴
2006年、第19回ジュノン・スーパーボーイ・コンテストにてフォトジェニック賞を受賞。2007年、テレビドラマ『花ざかりの君たちへ〜イケメン♂パラダイス〜』で俳優デビュー。同年12月から2009年5月まで『ミュージカル・テニスの王子様』に青学4代目・乾貞治役で出演。2009年に舞台『彩られたモノ・トーン』にて初主演および座長を務めた。
2010年8月、俳優集団NAKED BOYZの結成メンバーとなる。2013年7月に卒業。
2012年に劇団「ゴールデンピッグ」を旗揚げし、同年6月に自ら脚本・演出を手がけた『陽はまたのぼりそしてくりかえす』を上演した。同年に舞台『BANANA FISH』で演出助手を担当した。演者として作品に出演はしていないが、関連イベントに出演することはあった。

## 出演

### 舞台
- ミュージカル・テニスの王子様（2007年 - 2009年） - 乾貞治 役
  - The Progressive Match 比嘉 feat.立海（2007年12月 - 2008年2月）
  - Dream Live 5th（2008年5月）
  - The Imperial Presence 氷帝 feat.比嘉（2008年7月 - 11月）
  - The Treasure Match 四天宝寺 feat. 氷帝（2008年12月 - 2009年3月）
  - Dream Live 6th（2009年5月）
- THE LONG KISS★GOOD NIGHT（2008年6月、シアターグリーンBOX in BOX THEATER）
- 彩られたモノ・クローン（2009年3月、エコー劇場） - 藤川ジン 役
- 金色のコルダ ステラ・ミュージカル（2010年3月/7月 - 8月、天王洲銀河劇場 ほか） - 土浦梁太郎 役
- Romeo×Juliet 〜legend of painful heart〜（2010年6月、キンケロ・シアター）
- BOMB!（2010年9月、ザ・ポケット）
- ココロ（2011年4月 - 5月、THEATRE1010）
- Blood Heaven 〜第七天国〜（2011年6月、キンケロ・シアター）
- 学園八犬伝（2011年8月、全労済ホールスペース・ゼロ）
- ハイスクール ハイコー!!（2011年11月、小劇場楽園）
- THE LONG KISS★GOOD NIGHT 番外編 -Snow flake-（2011年12月、シアターグリーンBOX in BOX THEATER）
- 灰とダイヤモンド（2012年2月、ワーサルシアター）
- 舞台しちゃいますッ!!（2012年3月、シアターグリーンBOX in BOX THEATER）
- Three Street（2012年4月、シアター711）
- スパイス刑事（2012年5月、シアターグリーンBIG THREE THEATER）[10]
- 陽はまたのぼりそしてくりかえす（2012年6月、ワーサルシアター）
- 灰とダイヤモンド ASHES AND THE DIAMOND -Noir-（2013年2月、ワーサルシアター）[11]
- テンペスト（2013年6月、シアターグリーンBIG TREE THEATRE） - キャリバン 役
- ミュージカル『青春-AOHARU-鉄道』 - 京浜東北線 役
  - ミュージカル『青春-AOHARU-鉄道』 （2015年11月18日 - 23日、全労済ホール スペース・ゼロ）[12]
  - ミュージカル『青春-AOHARU-鉄道』2 〜信越地方よりアイをこめて〜 （2016年11月9日 - 13日、AiiA 2.5 Theater Tokyo/11月18日 - 20日、新神戸オリエンタル劇場）[13]
  - ミュージカル『青春-AOHARU-鉄道』3 〜延伸するは我にあり〜 （2018年5月4日 - 13日、品川プリンスホテル クラブeX/5月18日 - 19日、新神戸オリエンタル劇場/5月25日 - 26日、長岡リリックホール シアター）[14]
  - ミュージカル『青春-AOHARU-鉄道』コンサート Rails Live 2019 （2019年10月30日 - 10月31日、舞浜アンフィシアター/11月3日 - 11月4日 COOL JAPAN PARK OSAKA WWホール）[15]
  - ミュージカル『青春-AOHARU-鉄道』4 〜九州遠征異常あり〜 （2021年2月14日 - 28日、天王洲 銀河劇場）[16]
  - ミュージカル『青春-AOHARU-鉄道』〜誰が為にのぞみは走る〜（2022年8月18日 - 28日、品川プリンスホテル ステラボール）[17]
  - ミュージカル『青春-AOHARU-鉄道』コンサート Rails Live 2025（2025年11月22日 - 24日〈予定〉、TACHIKAWA STAGE GARDEN）[18]
- 演劇実験室◎万有引力 第62回本公演「呪術音楽劇『犬神』―月と不死、魂の古代形式譚―」（2016年6月10日 - 19日、座・高円寺1）[19]
- 演劇実験室◎万有引力 第64回本公演「レミング ー壁抜け男ー」（2017年6月23日 - 7月2日、座・高円寺1）[20]
- 演劇実験室◎万有引力 第66回本公演「赤糸で縫いとじられた物語 TALES OF MYSTERY AND IMAGINATION」（2018年6月15日 - 24日、シアターブラッツ）[21]
- 演劇実験室◎万有引力 第67回本公演「狂人教育 ー人形と俳優との偶発的邂逅劇ー」（2018年11月9日 - 18日、ザ・スズナリ）[22]
- ミュージカル「MEMORY BOYS〜想い出を売る店〜」（サンリオピューロランド フェアリーランドシアター、2018年6月30日 - 9月26日）[23][24]
- 月蝕歌劇団「聖ミカエラ学園漂流記」（2019年5月22日 - 27日、Theater新宿スターフィールド） - Wキャスト[25]
- あしたの劇場「劇場へいこう！」2020「ピノッキオ」（2020年9月19日 - 10月3日、座・高円寺1）[26]
- PSYCHOSIS #001「幻魔怪奇劇『DGURA MAGRA―ドグラ・マグラ－』」（2021年7月16日 - 19日、Theater新宿スターフィールド）[27]
- 演劇実験室◎万有引力 第73回本公演「盲人書簡」（2022年5月27日 - 6月5日、ザ・スズナリ）[28]
- おぶちゃ5周年記念 5円公演「御縁記念日」（2022年6月30日、MsmileBOX 渋谷）[29]
- PSYCHOSIS×SAMSA ASAGAYA PSYCHOSIS File:002 兇魔劇「TSUYAMA30－津山三十人殺し－」（2022年7月14日 - 19日、ザムザ阿佐谷）[30]
- エクスペリメンタル叙事詩劇「『八月の紫陽花 -August Hydrangea』-寺山言語と俳優肉体言語がアラベスクする実験劇一夜-」（2022年7月31日、寺山修司記念館 屋外多目的スペース 他）[31]
- おぶちゃ5周年記念公演「葬送曲」（2022年9月28日 - 10月2日、中目黒キンケロ・シアター）[32]
- 演劇実験室◎万有引力 第74回本公演「手毬唄由来の実験幻想オペラ劇『草迷宮』ーここはどこの細道じゃー」（2023年2月3日 - 12日、座・高円寺1）[33]
- ブッシュマン「羊羊羊羊羊祥羊」（2023年3月7日 - 12日、BUoY）[34]
- ブッシュマン「2024÷1984」（2024年3月13日 - 15日、座・高円寺2）[35]
- 演劇実験室◎万有引力 第76回本公演「砂漠の動物園 Zoo du Desert」（2024年6月7日 - 16日、ザ・スズナリ）[36]
- あしたの劇場「劇場へいこう! 2024 小さな王子さま」（2024年8月31日 - 10月12日、座・高円寺1）[37]

### 映画
- 同級生（2008年） - 村井直樹 役
- 体育館ベイビー（2008年） - 村井直樹 役
- タクミくんシリーズ 虹色の硝子（2009年） - 鈴木健志 役
- 月と嘘と殺人（2010年） - 谷口 役
- 純情 （2010年） - 倉田将成 役

### テレビドラマ
- 花ざかりの君たちへ〜イケメン♂パラダイス〜 （2007年7月 - 9月、フジテレビ） - 四条春樹 役
- 音女 第20話「男性不信のオトメ」（2008年5月、テレビ朝日）
- Cafe吉祥寺で 第1話（2008年9月、テレビ東京）
- 花ざかりの君たちへ〜イケメン♂パラダイス〜卒業式&7と1/2話スペシャル（2008年10月、フジテレビ） - 四条春樹 役
- 守護神・ボディーガード 進藤輝 Episode2（2013年7月、TBS）
- 山村美紗サスペンス 推理作家・池加代子2〜殺しの文学賞〜（2013年7月、フジテレビ）- 城之内涼 役

### 配信ドラマ
- デビューしちゃった（2009年、魔法のiらんど）- 清水ゆうじ 役

### CM
- オフテクス（2008年）

### ミュージックビデオ
- DaizyStripper「春めく僕ら」（2010年）